# غريغ دوسن
غريغ دوسن (بالإنجليزية: Greg Dawson)‏ هو صحفي أمريكي، ولد في 1950.